# Keltische Musik

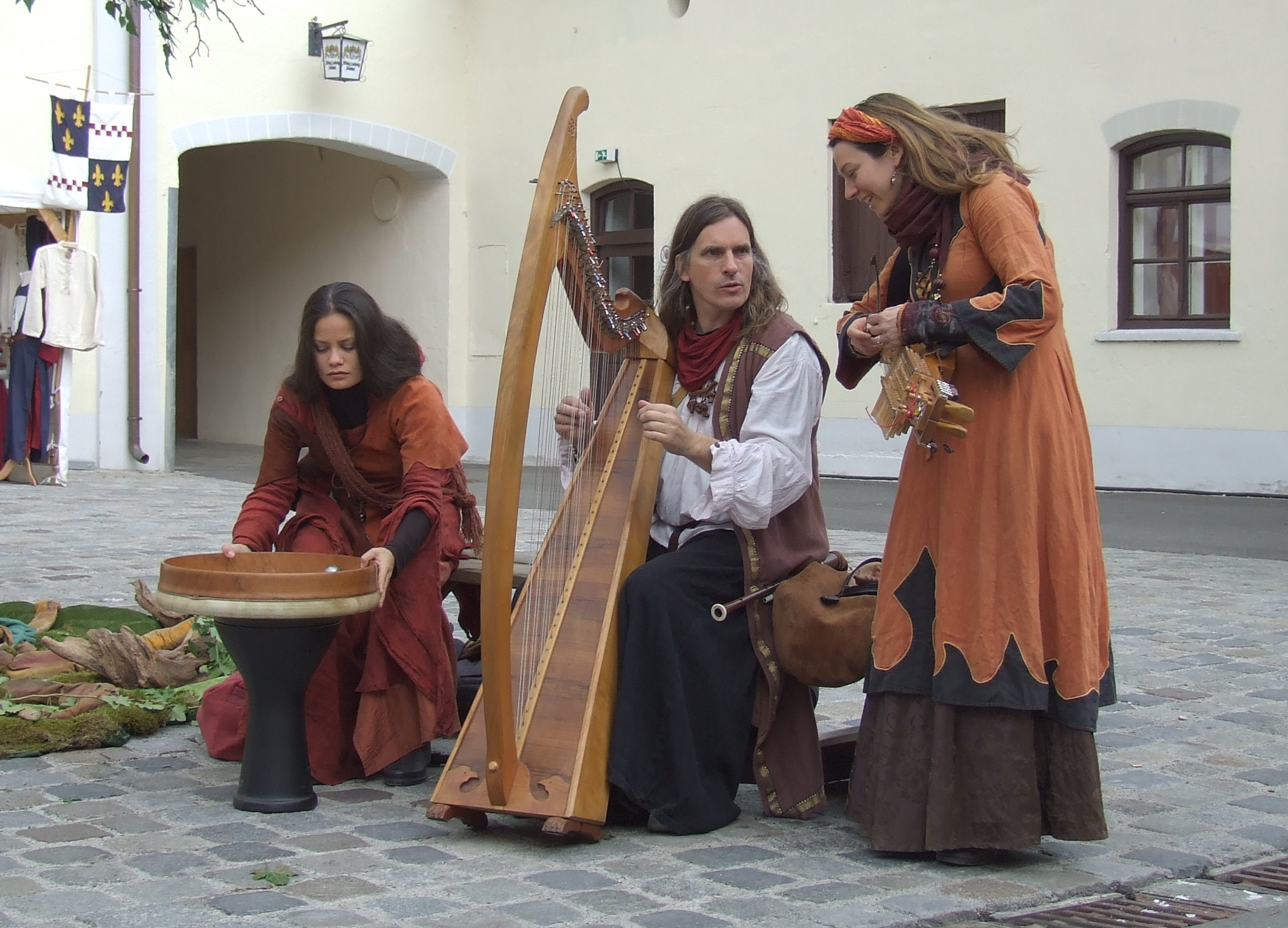
Instrumente der keltischen Musik im Einsatz: Rahmentrommel, Keltische Harfe, Sackpfeife und Nyckelharpa (in Deutschland auch Schlüsselfidel; Beschreibung von links nach rechts)

Der Begriff keltische Musik beschreibt unterschiedliche Musikgenres der Volksmusiktraditionen moderner Kelten. Dabei werden verschiedene Stile unterschieden. Sie reichen von traditioneller „Tradmusic“ bis hin zu der modernen Stilrichtung der „Celtic fusion“, einer Verbindung unterschiedlicher moderner Musikrichtungen mit „keltisch“ geprägter Musik.

## Bezug zu den Kelten der Frühgeschichte
Der Zusammenhang mit der frühzeitlichen Kultur der Kelten (etwa 900 bis 50 v. Chr.) ist schwer nachweisbar.
Dass die frühgeschichtlichen Kelten musizierten, ist durch Texte griechischer Schriftsteller belegt; Art, Harmonie und Klang sind jedoch verloren gegangen. Von archäologischen Funden und von Darstellungen auf römischen Reliefs kennt man das Aussehen der Carnyx, eines trompetenähnlichen Instruments. Verschiedene keltische Münzen bilden Saiteninstrumente ab, die den antiken griechischen Instrumenten Lyra und Kithara ähneln. Die Statue eines Mannes mit einem derartigen Saiteninstrument in den Händen wurde 1988 bei Ausgrabungen in der keltischen Festung von Paule-Saint-Symphorien in der Bretagne gefunden.
Die keltische Musik, die wir heute kennen, ist erst seit dem 17. Jahrhundert nachweisbar.
Als Beispiele moderner Keltomanie seien unter anderem genannt: 
- die keltisch beeinflusste Mode (Tartan und Plaid bis hin zum „Kärntner Kilt“),
- die Musik (Jig und Gigue, Reel, Ecossaise, Irish Folk, der Dudelsack und die Keltische Harfe).[2]

## Anfänge der Keltischen Musikkultur

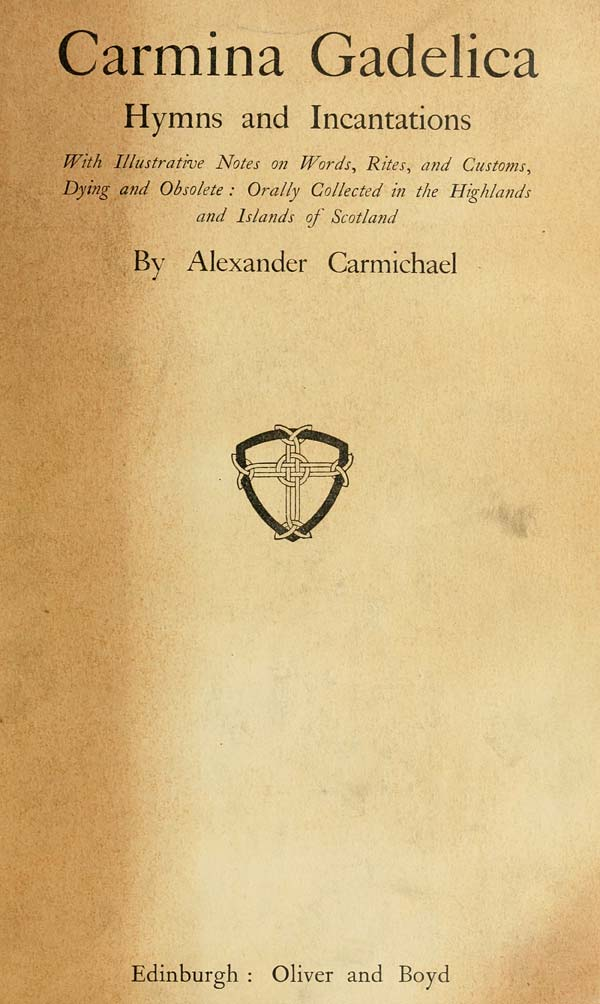
Titelseite der Carmina Gadelica

Eine frühe Quelle für Keltische Lied-, Gesang- und Musikgattungen ist Alexander Carmichaels Hauptwerk, die Sammlung und Zusammenstellung der Carmina Gadelica aus dem Jahr 1900. Die Carmina Gadelica ist ein Kompendium aus Gebeten, Hymnen, Sprichwörtern, Beschwörungsformeln, Segenssprüchen und Liedern. Das Material wurde vom Heimatforscher und Volkskundler Carmichael (1832–1912) aufgezeichnet, übersetzt und überarbeitet.
Die Ursprünge dieser Carmina Gadelica gehen auf eine Vielzahl von Informanten der Hebriden zurück.

## Stilistische Abgrenzung

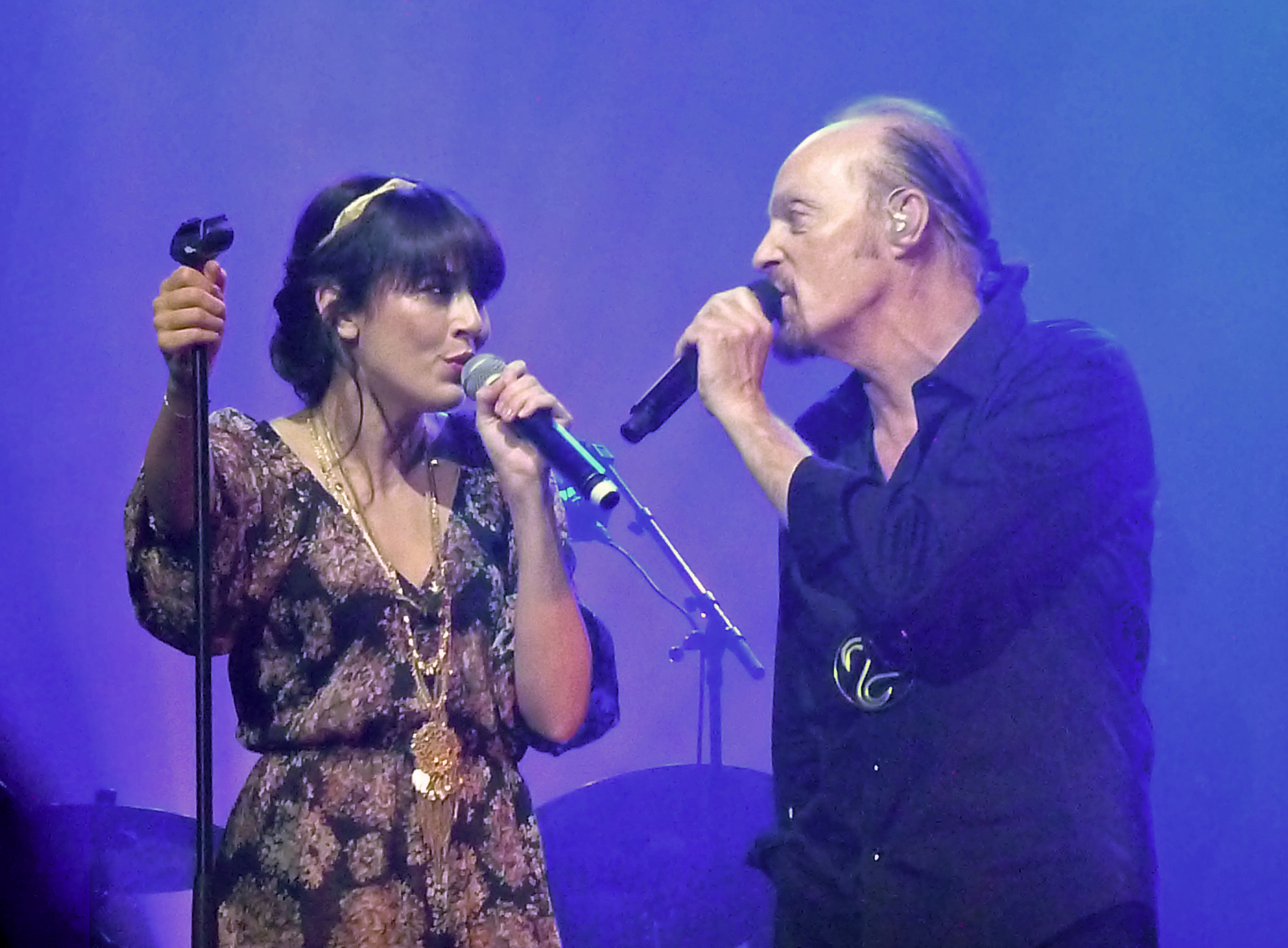
Nolwenn Leroy und Alan Stivell (2012)

Zum einen bezieht sich diese Musik auf das gesamte musikalische Repertoire von Musikern, die sich als Nachkommen der früheren Kelten verstehen. Zum anderen sind damit typische Charakteristika der Musikkultur der keltischen Nationen gemeint. Einflussreiche Musiker der Szene, wie der Bretone Alan Stivell oder der Ire Paddy Moloney, sehen in den sogenannten celtic musics nicht nur Unterschiede, sondern auch Gemeinsamkeiten.

### Melodieführung
Einige verbindende melodische Elemente sind in der keltischen Musikkultur relativ weit verbreitet.
Gemeinsamkeiten sind beispielsweise in einer in vielen „keltischen“ Liedern vorhandene lineare Melodieführung, einer Auf-Und-Ab-Bewegung mit meist drei Grundakkorden, zu finden.

### Instrumentarium

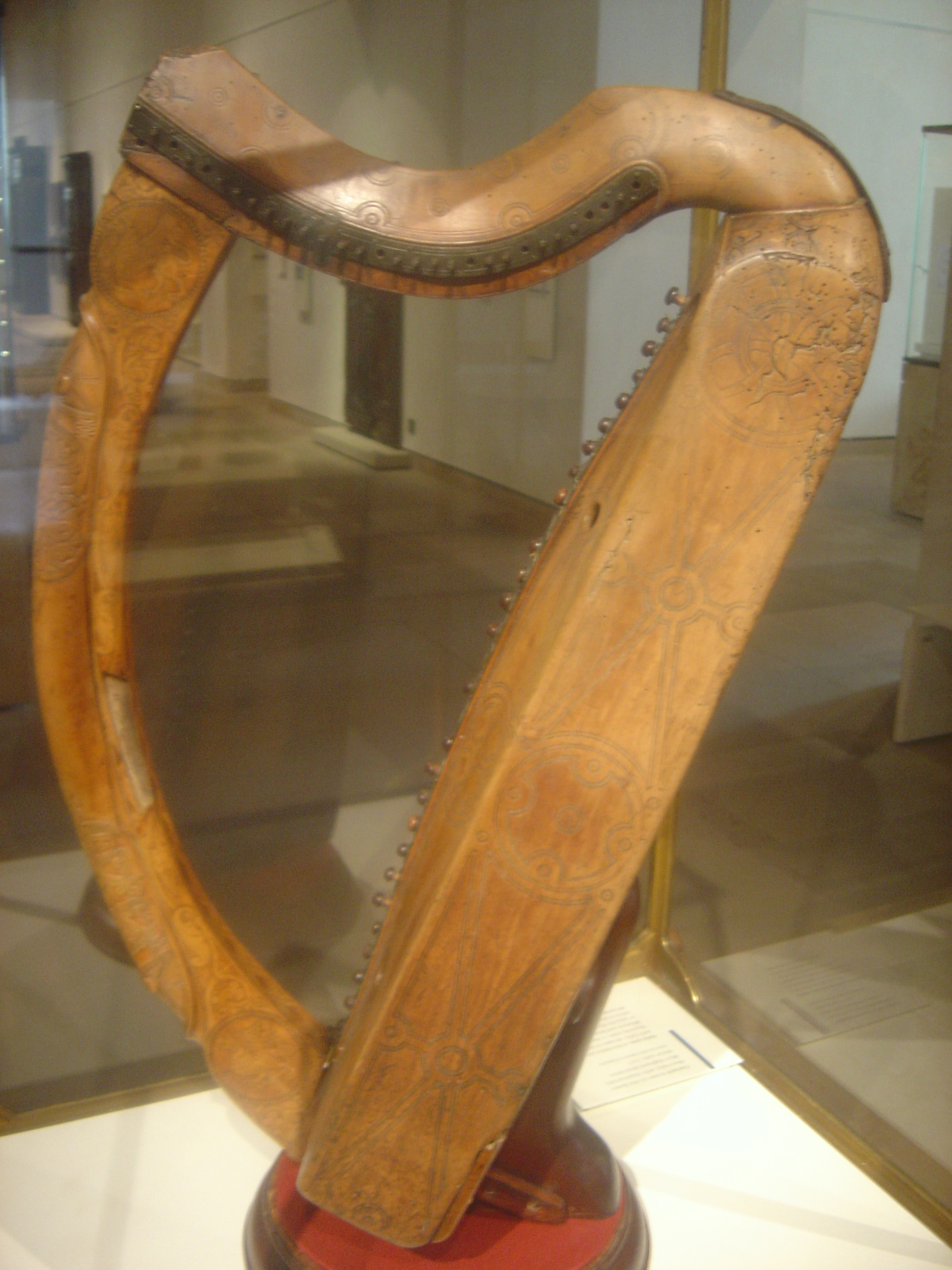
Eine Keltische Harfe aus dem 15. Jahrhundert

Die dafür geeigneten Melodieinstrumente sind Sackpfeife und Harfe. „Keltische“ Melodien sind meist einfach gestaltet und ermöglichen ausgiebige Improvisation. Die einfache Harmonik erlaubt typische wiederholte Kadenzen, die diese Improvisationen gliedern. Die Melodik bietet durch ihre großen Tonintervalle Gesangsstimmen die Möglichkeit, sprachliche Akzente deutlich zur Geltung kommen zu lassen.

#### Trommel
Trotz ihrer irischen Herkunft erfreut sich die Bodhrán in Bezug auf keltische Musik besonders in Schottland und Neufundland wachsender Popularität.

#### Harfe
Für Alan Stivell wurden die Keltische und die Bardische Harfe Medien, um sich mit der lange Zeit nahezu unbekannten und verachteten bretonisch-keltischen Kultur und Mythologie verbunden zu fühlen. Durch zahlreiche weltweite Auftritte machte er die Keltische Harfe bekannt. Durch seinen Gesang, unter anderem in Bretonisch, Walisisch, Irisch und Schottisch-Gälisch, stellte er als einer der Ersten die geschichtliche und kulturelle Verbundenheit des inselkeltischen Siedlungsraumes in den Mittelpunkt.

### Barden
Als Barde (altkeltisch Bardos, irisch und schottisch-gälisch Bard, walisisch Bardd, bretonisch Barzh) bezeichnet man im engeren Sinne Dichter und Sänger des keltischen Kulturkreises.
Im europäischen Alpenraum wird das Jodeln mit der keltischen Kultur in Verbindung gebracht.

### Bezug zum Irish Folk
Oft wird mit dem Begriff „keltische Musik“ aber auch die Musik Irlands und Schottlands bezeichnet, obwohl beide Kulturen zwar eigenständige Musikstile entwickelt haben, jedoch auch viele Gemeinsamkeiten und gegenseitige Einflüsse aufweisen. Eine umfassende Definition wird dadurch erschwert, dass irische Musik häufig als „keltische“ Musik vermarktet wird und die diesem Begriff so nicht gerecht wird.
Durch den Einfluss irisch- und schottischstämmiger Künstler in der englischsprachigen Welt, besonders in den Vereinigten Staaten, haben die „keltischen“ Musikstile Einfluss auf die nordamerikanische Musik, besonders bei Bluegrass und Country-Musik, gewonnen.
Die traditionellen Musikstile der Regionen Wales, Cornwall, der Isle of Man, der Bretagne (Frankreich), Galicien, Kantabrien und Asturien (Spanien) und Portugal werden auch als „keltische Musik“ betrachtet.

### Festivals
In der Bretagne wird die keltische Musik besonders gepflegt. So finden dort jährlich mehrere „keltische“ Festivals statt. In Wales findet das im 18. Jahrhundert wiederbelebte Künstlerfestival Eisteddfod statt.
Weitere Festivals:
- Festival Interceltique de Lorient, das alljährlich im Sommer in der bretonischen Hafenstadt Lorient ausgetragen wird
- Festival Intercéltico de Sendim, das seit dem Jahr 2000  in Sendim in der portugiesischen Region Trás-os-Montes veranstaltet wird. Das Festival findet jährlich im Sommer, meist im August statt, und geht über ein ganzes Wochenende.
- Festival Intercéltico de Avilés y Comarca

## Musik mit Bezug zur keltischen Musik (Auswahl)

### Musikgruppen
- Boys of the Lough
- Celtic Thunder
- Celtic Woman
- Connemara Stone Company
- Dhalia’s Lane
- Gaelic Storm
- Garden Of Delight
- Iona (Band)
- Otava Yo
- The Outside Track

### Einzelmusiker
- Jean Carignan
- Kerstin Blodig
- Lisa Kelly
- Jacques Pellen
- Eric Roche
- Alan Stivell